# Zuid-Hollands

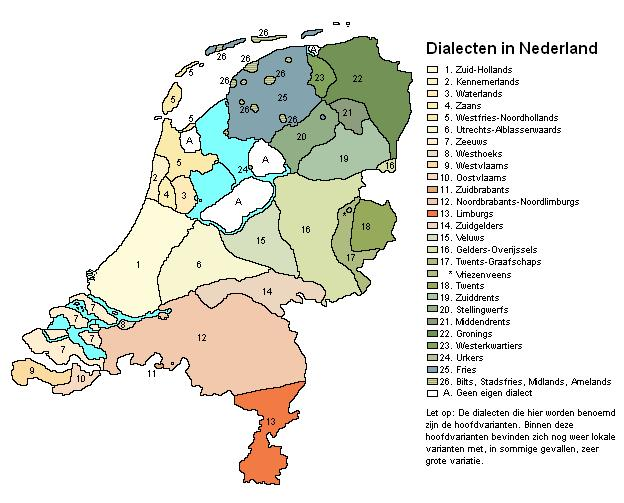
Overzicht van de verschillende dialecten in Nederland

Het Zuid-Hollands is de verzamelnaam voor een groot aantal Nederlandse dialecten die worden gesproken in de zuidelijke helft van het Hollandse taalgebied. Het voornoemde gebied omvat Zuid-Holland behalve Goeree-Overflakkee en de Alblasserwaard, met daarbij de Noord-Hollandse steden Amsterdam en Haarlem en hun directe omgeving. Het zijn deze dialecten die veruit de grootste bijdrage hebben geleverd aan de totstandkoming van het Standaardnederlands.

## Regionale onderverdeling
De spreker van het Zuid-Hollands verwijst nooit met deze term naar zijn dialect, maar gebruikt daarvoor altijd een term die verwijst naar zijn stad, dorp of streek. Deze termen zullen hier bij de onderverdeling worden aangehouden, om verwarring te voorkomen.
Men kan de Zuid-Hollandse dialecten op twee manieren tegenover elkaar stellen: in een noord-zuidtegenstelling of in een stad-plattelandoppositie (hierbij aangetekend dat de kleine steden tot de laatste categorie behoren). In het eerste geval zien we van noord naar zuid een afname van West-Friese en een toename van Zeeuwse verwantschappen, in het tweede geval dragen de stadsdialecten vaak kenmerken als een "brouw-r" en een hoop niet-westerse leenwoorden.
In het noorden treft men het Haarlems en het Amsterdams aan. Vermoedelijk waren deze dialecten voor de Tachtigjarige Oorlog Kennemerlands respectievelijk Waterlands, wat zich nog een klein beetje in hun uitspraak en woordenschat laat aantonen. Deze verwantschappen zijn echter zo gering dat de mythe kon ontstaan dat men in Haarlem het zuiverste Nederlands zou spreken.
Verder naar het zuiden hoort men onder meer het Haags en het Leids. Uit verschillende, vaak niet-taalkundige bronnen is bekend dat het plat-Leids vrij lang een paar archaïsche kenmerken had, en anderzijds enige in het Hollands volstrekt unieke klankontwikkelingen. Die verschillen zijn in de twintigste eeuw door de invloed van de standaardtaal gemarginaliseerd. Het Haags heeft intern weinig afwijkingen maar kent wel grote verschillen in uitspraak. Het dialect werd vanaf eind jaren zeventig sterk gepopulariseerd. Ook het stadstaal of dialect Gouds (Gouw's) met daarbij haar regionale eigen dialect (Krimpenerwaards, Schielands wat meer verwant is met het noord-Rotterdams en het zuid-Rijnlands) in de jaren '60 van de vorige eeuw steeds meer naar de achtergrond geraakt.
Aan de kust van Zuid-Holland vindt men een aantal conservatieve vissersdialecten, die men onder de noemer Strand-Hollands vangt.
Nog meer naar het zuiden bevindt zich het Rotterdams, een dialect dat zich in de loop der jaren door uitwaaiende import razendsnel verspreidt. In het zuiden van Zuid-Holland treffen we een aantal sterk afwijkende dialecten aan: als eerste het Waerds, een verzameling van conservatieve, sterk afwijkende en nauw verwante dialecten die gesproken worden in de Hoeksche Waard, het westen van de Alblasserwaard, de Krimpenerwaard en het oosten van het eiland IJsselmonde. Voorts is er het Westijsselmonds, het Voorne-Puttens (dat veel overeenkomsten heeft met het Zeeuws) en het Utrechts-Alblasserwaards, dat gesproken wordt in het oosten van de Alblasserwaard en de Vijfherenlanden. Het Dordts ten slotte wijkt vrij sterk af van alle andere Zuid-Hollandse dialecten door een duidelijke Brabantse en Zeeuwse invloed, al verdwijnt deze zienderogen.

## Verwantschappen
Het sterkst lijkt het Zuid-Hollands op het Utrechts-Alblasserwaards, dat ten oosten van dit taalgebied te horen is. In het zuidwesten hoort men invloeden uit het Zeeuws. Noordwesthoeks is een mengvorm van Zuid-Hollands en West-Brabants. Drie kleine Hollandse streektalen in Noord-Holland, het Kennemerlands, het Zaans en het Waterlands, vormen de overgang van het Zuid-Hollands naar het West-Fries.

## Taalgeschiedenis
Bij de dageraad van de middeleeuwen, dat wil zeggen na de Grote Volksverhuizing, was het zuiden van het latere Holland met zeer grote waarschijnlijkheid Friestalig. Het waren wel de zuidelijke gewesten, zoals Brabant, die gedurende de middeleeuwen de meeste invloed hadden, zodat de Vlaamse en Brabantse taalvernieuwingen zeker in het zuiden van Holland sterk doordrongen. Het spaarzame materiaal dat er is overgeleverd wijst – voor de hand liggend – uit dat Dordrecht bij deze verbrabantsing vooropliep, gevolgd door Rotterdam.
Bij het uitbreken van de Tachtigjarige Oorlog had het Brabants nog steeds veel aanzien en ging dit taalkundige proces door. De traditionele lezing luidt dat de toevloed van gevluchte voorname protestanten uit Brabant dit proces in de hand werkte; recentelijk is deze zienswijze aangevallen. In elk geval werd het Hollands met Brabantse kleuring langzaamaan de taal van de voorname Hollanders; nu niet alleen in het zuiden, maar ook in Amsterdam en Haarlem, waar tot dan toe dialecten met een veel sterker Fries substraat gesproken werden.
Met het ontstaan van een Nederlandse standaardtaal in de zeventiende eeuw begon in het zuiderkwartier van Holland een proces van convergentie: de dialecten begonnen zich steeds meer op de standaardtaal te richten, het snelst bij de bovenlaag, maar ook (als bezonken cultuurgoed) bij de onderlaag van de bevolking. Op slag van de twintigste eeuw spraken de voorname Zuid-Hollanders zonder uitzondering de standaardtaal. De dialecten gesproken door de onderklasse waren vaak gemarginaliseerd tot een accent en een paar afwijkingen (kenne voor kunnen, legge voor liggen etc.), die op school steevast als "taalfouten" werden afgeleerd. Alleen in geïsoleerde gemeenschappen in het Zuid-Hollandse taalgebied, zoals de visserdorpen aan de Noordzee, was een redelijk idiosyncratisch dialect blijven bestaan.

## Hoofdkenmerken
Het Zuid-Hollands onderscheidt zich van de standaardtaal door de afwezigheid van het uit het Hoogduits afkomstige reflexivum zich (eerst gebruikte men het oorspronkelijke hem, tegenwoordig z'n eigen) door het samennemen van kunnen en kennen, alsmede liggen en leggen. Dit zijn algemeen Hollandse kenmerken. Van de andere Hollandse dialecten onderscheidt het zich o.a. door de vervoeging van je met een -t of een nuluitgang (je haal(t), vgl. Westfries je hale) en door het voorkomen van een beleefdheidsvorm u (afwezig in Noord-Hollandse dialecten, althans in hun meer "authentieke" vorm).
Ook is de N aan het eind van een woord nauwelijks hoorbaar.